# Niwnice
Niwnice (niem. Kunzendorf unter dem Walde) – duża, uprzemysłowiona wieś sołecka w Polsce w województwie dolnośląskim, w powiecie lwóweckim, w gminie Lwówek Śląski.

## Historia
W roku 1305 wieś wzmiankowana była jako Cunczisdorf. Wieś składa się z dwóch głównych części: Bartnik i Nowego Lądu oraz osad: Bierzwiennej, Niwniczek, Przybysławia i Szymonek.

## Podział administracyjny
Do połowy XVIII wieku Niwnice wchodziły w skład księstwa jaworskiego. Do 1816 r. wieś administracyjnie należała do powiatu bolesławiecko-lwóweckiego, a od 1816 r.(z przerwą w latach 1975–1998) do powiatu lwóweckiego. W latach 1954–1959 wieś należała i była siedzibą władz gromady Niwnice, po jej zniesieniu w gromadzie Gradówek. W latach 1975–1998 miejscowość należała do województwa jeleniogórskiego.

## Położenie
Niwnice leżą na Pogórzu Izerskim w zachodniej części Niecki Lwóweckiej wzdłuż potoku Iwnica. Wieś ciągnie się na przestrzeni około 3,9 km; na wysokości od 250 do 290 m n.p.m. Sołectwo Niwnice obejmuje 1997 ha gruntów, w tym 1213 ha użytków rolnych i 542 ha lasów. Na południe od wsi znajdują się Wzniesienia Gradowskie. Południowa część Niwnic o nazwie Bartniki sięga północnych zboczy tych wzniesień. Na północy wsi leży Nowy Ląd z Kopalnią Gipsu i Anhydrytu Nowy Ląd i zespołem pałacowym. Na wzgórzu Twardziel znajdowały się Szymonki. Pozostałe osady położone są na zachód od Bartnik i Nowego Lądu. Z południa na północ przez całe Bartniki i Nowy Ląd biegnie szosa z Gradówka do Rakowic Małych. Krzyżuje się ona z szosą z Lwówka Śląskiego do Gościszowa. Na północny wschód od Niwnic biegnie linia kolejowa z Lwówka Śląskiego do Zebrzydowej. Przy niej znajduje się stacja kolejowa. Od skrzyżowania szos, przez Nowy Ląd, Szymonki i Twardziel do Radłówki i dalej do Lwówka Śląskiego biegnie żółty szlak turystyczny. Przez Niwnice poprowadzono szlaki rowerowe: ER-4 z Lwówka Śląskiego do Lubania i zielony z Rakowic Małych przez Kotliska do Radłówki.

## Geologia
Budowa geologiczna okolic Niwnic jest bardzo złożona. Pod główną częścią wsi występują zlepieńce, mułowce i piaskowce z wczesnego permu. Wzgórze Twardziel zbudowane jest z piaskowców arkozowych, kwarcowych i pstrych z wczesnego triasu oraz wapieni, iłowców i margli. We Wzniesieniach Gradowskich na południe od Niwnic występują permskie trachybazalty, mułowce i piaskowce, ordowickie łupki kwarcowo-serycytowo-chlorytowe oraz kambryjskie marmury.
Najważniejsze dla gospodarki są cechsztyńskie wapienie, w których występuje anhydryt z gipsem. Niwnickie zasoby anhydrytu szacuje się na 28 mln ton, a gipsu na 1,9 mln ton. Anhydryt występuje w postaci żyły o grubości 8–25 m. Złoża ciągną się około 8 km do Nawojowa Śląskiego. Dawniej gips i anhydryt eksploatowano metodą odkrywkową. W pobliżu znajduje się kopalnia "Nowy Ląd", eksploatująca złoże permskich (cechsztyńskich) gipsów i anhydrytów. Obecnie wydobywa się je metodą głębinową na pięciu poziomach. Pozostałością po dawnych kopalniach są odkrywki częściowo wypełnione wodą. Tereny te są silnie zdewastowane.

## Ludność
| Rok             |          | 1786 | 1816 | 1825 | 1840 | 1864 | 1871 | 1885 | 1905 | 1920 | 1941 | 1945 | 1970 | 1978 | 1988 |
| Liczba ludności | Nowy Ląd | 428  | 540  | 539  | 607  | 518  | 495  | 428  | 495  | 481  | 470  |      |      |      |      |
|                 | Bartniki | 876  | 1212 | 1239 | 1426 | 1238 | 1256 | 1075 | 936  | 940  | 948  |      |      |      |      |
|                 | Niwnice  |      |      |      |      |      |      |      |      |      |      | 1593 | 1141 | 1159 | 1002 |

Według Narodowego Spisu Powszechnego (III 2011 r.) Niwnice liczyły 880 mieszkańców i są największą miejscowością gminy Lwówek Śląski.

## Zabytki
Do wojewódzkiego rejestru zabytków wpisane są:
- kościół filialny pw. św. Jadwigi, romański wymieniony po raz pierwszy w r. 1305, który posiadał podziemne przejścia, krypty i korytarze[7], spłonął w r. 1515, na nowo został wzniesiony w 1520 r., w 1534 r. – przejęty przez luteran, przekazany katolikom na powrót w 1654 r., przebudowany był w 1551 r., restaurowany w XIX wieku. Wystrój barokowy. Gotycki portal zachodniej kruchty, w kruchcie późnogotycki, częściowo zniszczony tryptyk z pocz. XVI w. Późnogotyckie sakramentarium w prezbiterium. Renesansowy portal kruchty północnej z ok. 1551. Na kamiennej chrzcielnicy napis: W roku 1515 spłonął kościół. Przed wejściem północnym data 1551 i napis pastor Wincent Frydreich z Bolesławca ukończył budowlę oraz cytat z Ewangelii Mateusza 6.33 Starajcie się naprzód o królestwo i o Jego sprawiedliwość a to wszystko będzie wam dane. Ołtarze główny i boczne barokowe[8].
- cmentarz przykościelny z wmurowanymi w absydę i mur kościoła renesansowymi epitafiami właścicieli Niwnic z rodu von Salza: Mikołaja († 1604 r.), jego żony Elżbiety z domu von Redern († 1586 r.) i ich małych dzieci: Jana († 1582 r.), Sibieli († 1583 r.), Mikołaja († 1587 r.) i Melchiora († 1592 r.)
- zespół pałacowy „Neuland”
  - pałac klasycystyczny rodziny von Nostitz z XVIII–XIX wieku, obecnie szkoła podstawowa
  - park, z XIX–XX w. – ze stawem i rzadkimi okazami drzew, w tym pomnikowym jesionem wyniosłym
- zespół dworski „Cunzendorf”
  - renesansowy Dwór obronny w Niwnicach – ruina, (dawniej w Bartnikach), powstał około roku 1579.
  - budynek gospodarczy, z czwartej ćwierci XIX w.
  - most kamienny, z drugiej połowy XVI w.
  - park, z końca XIX w.

Inne zabytki:
- Dwór Lipowy w Niwnicach
- ruiny kościółka w kolonii Szymonki (niem. Simonishäuser, Hartenhäuser, Berghäuser, Szymanki) obok cmentarz sióstr, aleja lipowa[9]. Szymonki były kolonią Niwnic, która powstała na początku XVIII w. a zanikła po II wojnie światowej. Około 1600 przodek właściciela Niwnic hr. Christiana Wenzela von Nostitz odbył pieszą pielgrzymkę do Jerozolimy. Sto lat później jego potomek dla uczczenia tego wydarzenia ufundował na wzgórzu Twardziel kościół. Barokowa, jednonawowa budowla została ukończona w 1703. Odpusty, które odbywały się tu na dwa tygodnie przed i po Wielkanocy cieszyły się wielką popularnością. Przy kościele stanął tzw. Dom Szymona, od którego nazwano kolonię, oraz kilka innych domów. Kolejna właścicielka Niwnic hr. Nassau założyła nieopodal w pierwszej połowie XIX w. żeński klasztor (dwukondygnacyjny budynek z ryzalitem) i dom opieki. Przy dwurzędowej alei lipowej łączącej kościół z klasztorem powstały cztery kaplice kalwaryjne. W XIX wi. w liczącej pięć domów osadzie mieszkało do 33 osób. Po 1945 osada została opuszczona i popadła w ruinę. Do początku XXI w. z kościoła i klasztoru dotrwały jedynie fragmenty murów zewnętrznych. W najlepszym stanie zachowała się aleja lipowa[4].

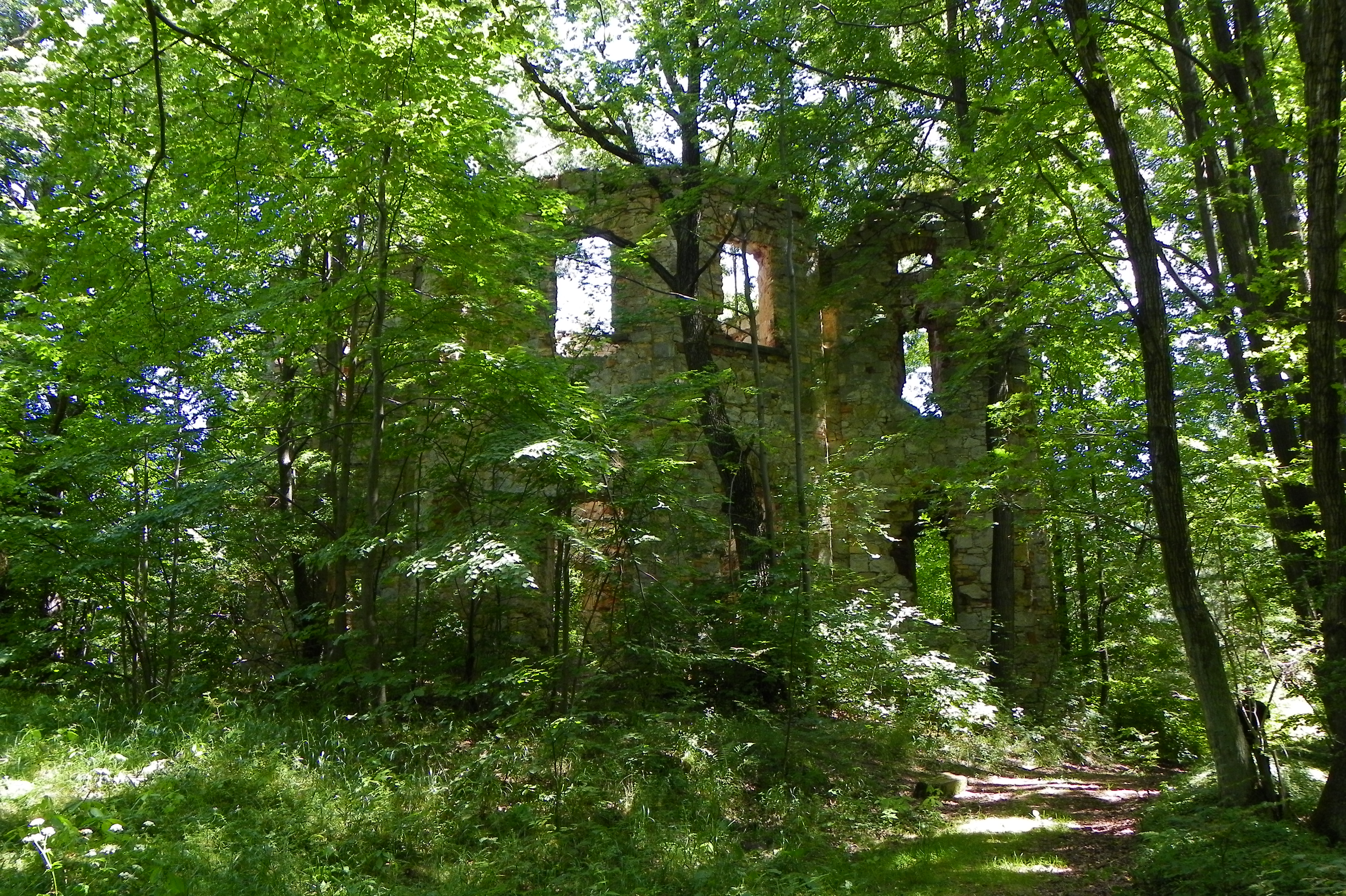
Ruiny klasztoru w Szymonkach
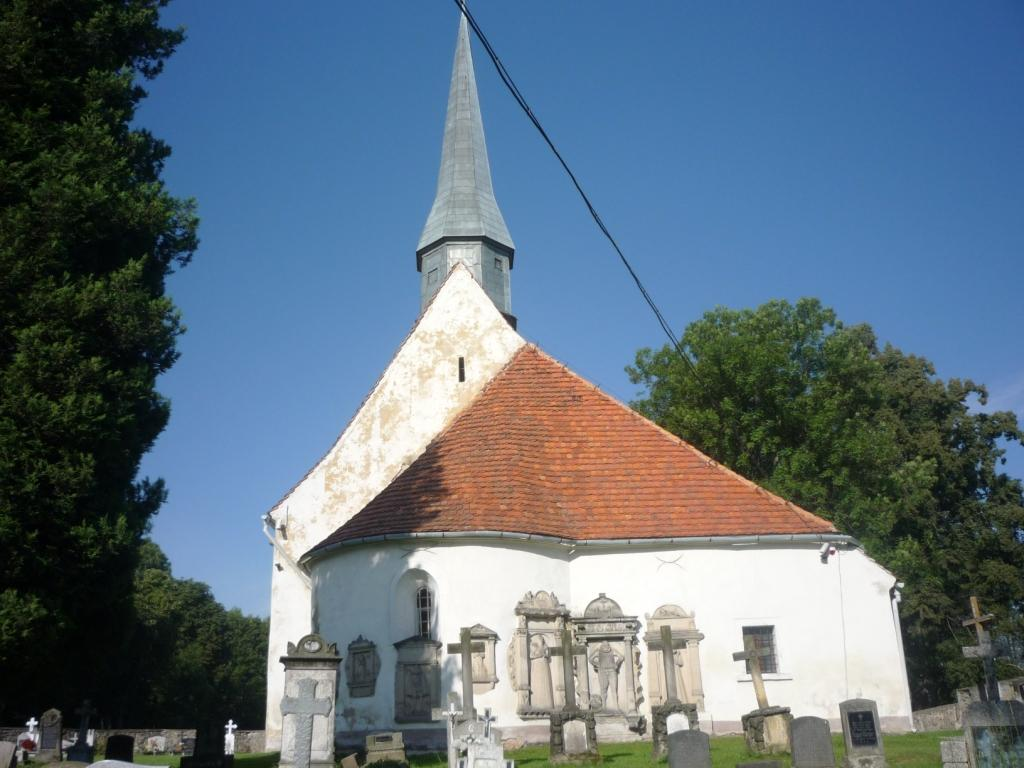
Kościół filialny św. Jadwigi w Niwnicach
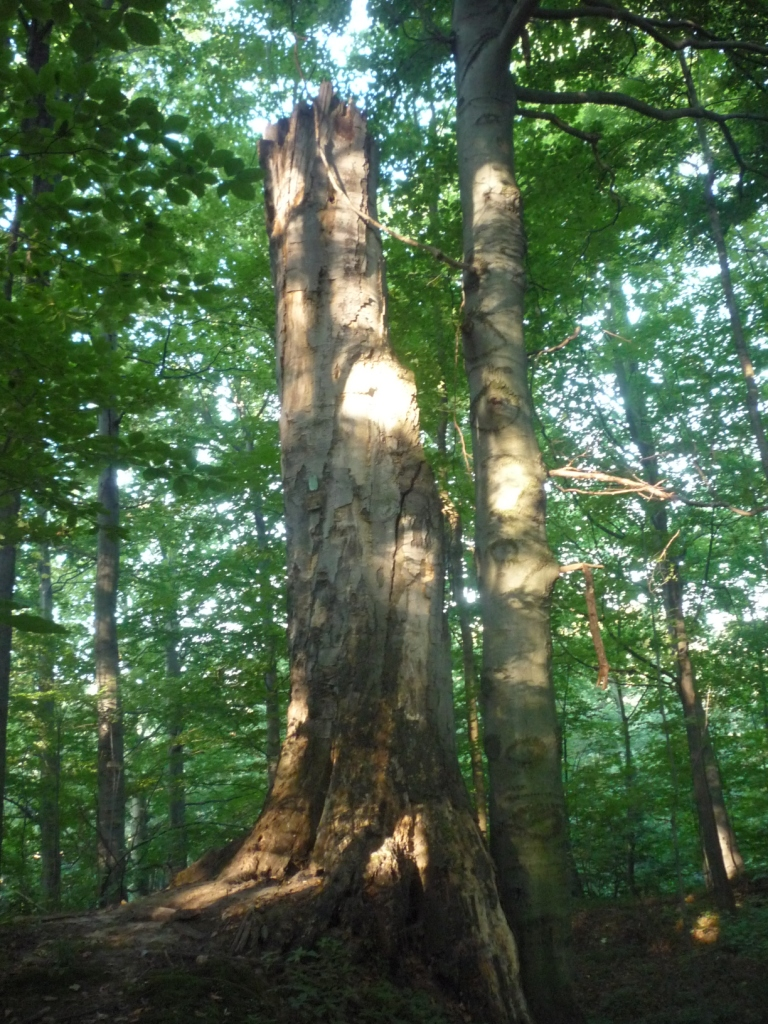
Buk Ali Baba
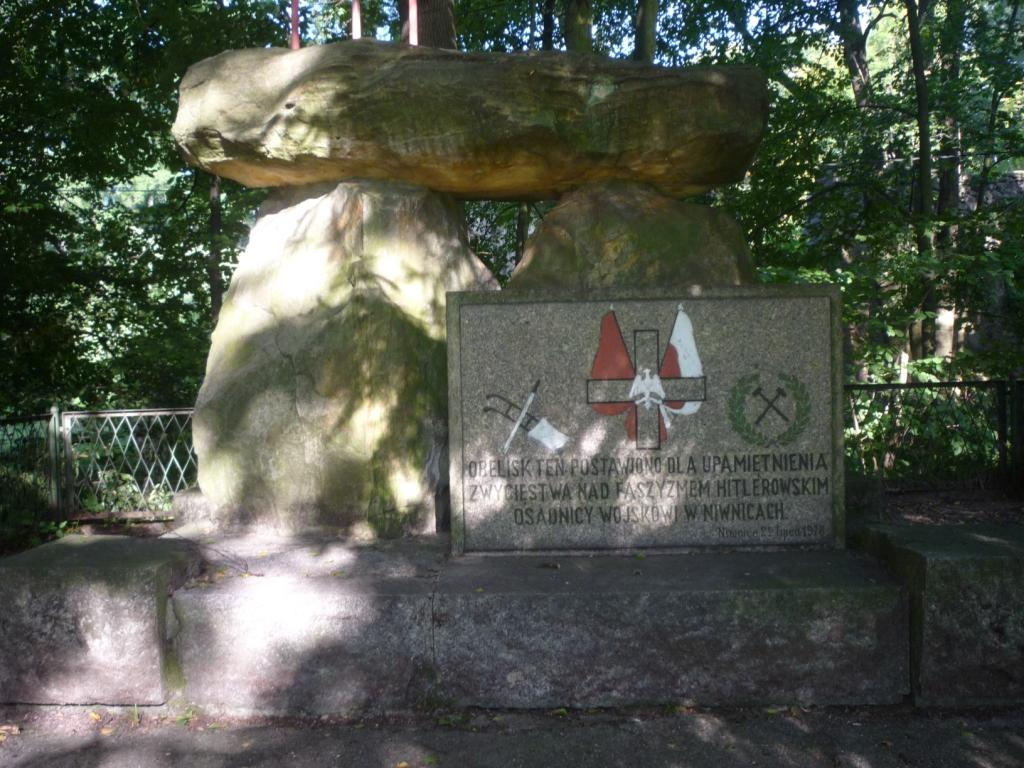
Obelisk zwycięstwa nad faszyzmem w Niwnicach
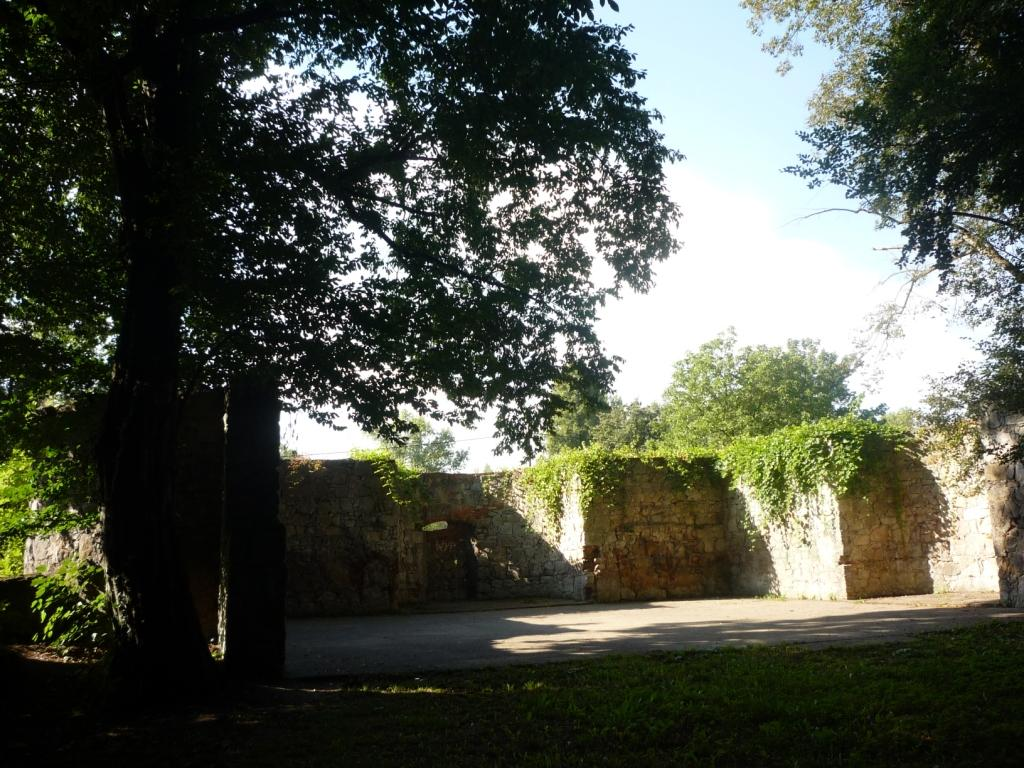
Ruiny w Niwnicach

## Pomniki przyrody
Według Rejestru form ochrony przyrody w województwie dolnośląskim w Niwnicach rosło osiem drzew – pomników przyrody. Buk w parku dworskim został ścięty, a z buku Ali Baba pozostał martwy pień. Pozostały:
- lipa drobnolistna przy kościele – obwód 460 cm
- jesion wyniosły w parku podworskim – obwód 460 cm
- Dąb Kombatantów przy drodze do Lwówka Śląskiego – obwód 610 cm

W lesie oznaczonym jako ekosystem skrajnie rzadki i ginący, niedaleko nieczynnego wapiennika przy drodze do Lwówka Śląskiego stoją buki zwyczajne:
- Ali Baba – wiek około 300 lat – martwy
- Okazały – wiek 250 lat, obwód 480 cm
- Świstaki (dwa drzewa) – wiek 150 lat, obwód: 400 i 330 cm

## Urodzeni w Niwnicach
- Karl Wilhelm Greulich (1796–1837) – niemiecki pianista i organista
- Mark von Wietersheim (1897–1969) – starosta lwówecki, działacz NSDAP
- Wend von Wietersheim (1900–1975) – Generalleutnant Wehrmachtu